# Franz Bayer
Franz Bayer (1. září 1853, Žatec – 27. ledna 1930, Liberec) byl česko-německý lékař a komunální politik, v letech 1893 až 1929 starosta města Liberec.

## Životopis

### Mládí a studia
Franz Bayer se narodil 1. září 1853 v Žatci jako syn vojenského lékaře a plukovníka Michaela Bayera a Aloisie Potzauer. Absolvoval gymnázium v Praze a Chomutově, načež v letech 1872 až 1877 studoval medicínu na pražské lékařské fakultě. Roku 1877 získal titul MUDr. Krátce sloužil v posádkové nemocnici v Praze a v letech 1878–1883 působil jako asistent oční kliniky pražské fakulty. V dubnu roku 1883 si otevřel soukromou oční ordinaci v Liberci. V únoru 1884 založil v liberecké Štěpánově nemocnici oční oddělení, jehož primářem byl až do své smrti. Za tuto dobu provedl osobně na 12 000 lékařských vyšetření a zákroků, z toho na 4 000 operací očního zákalu.

### Politická kariéra

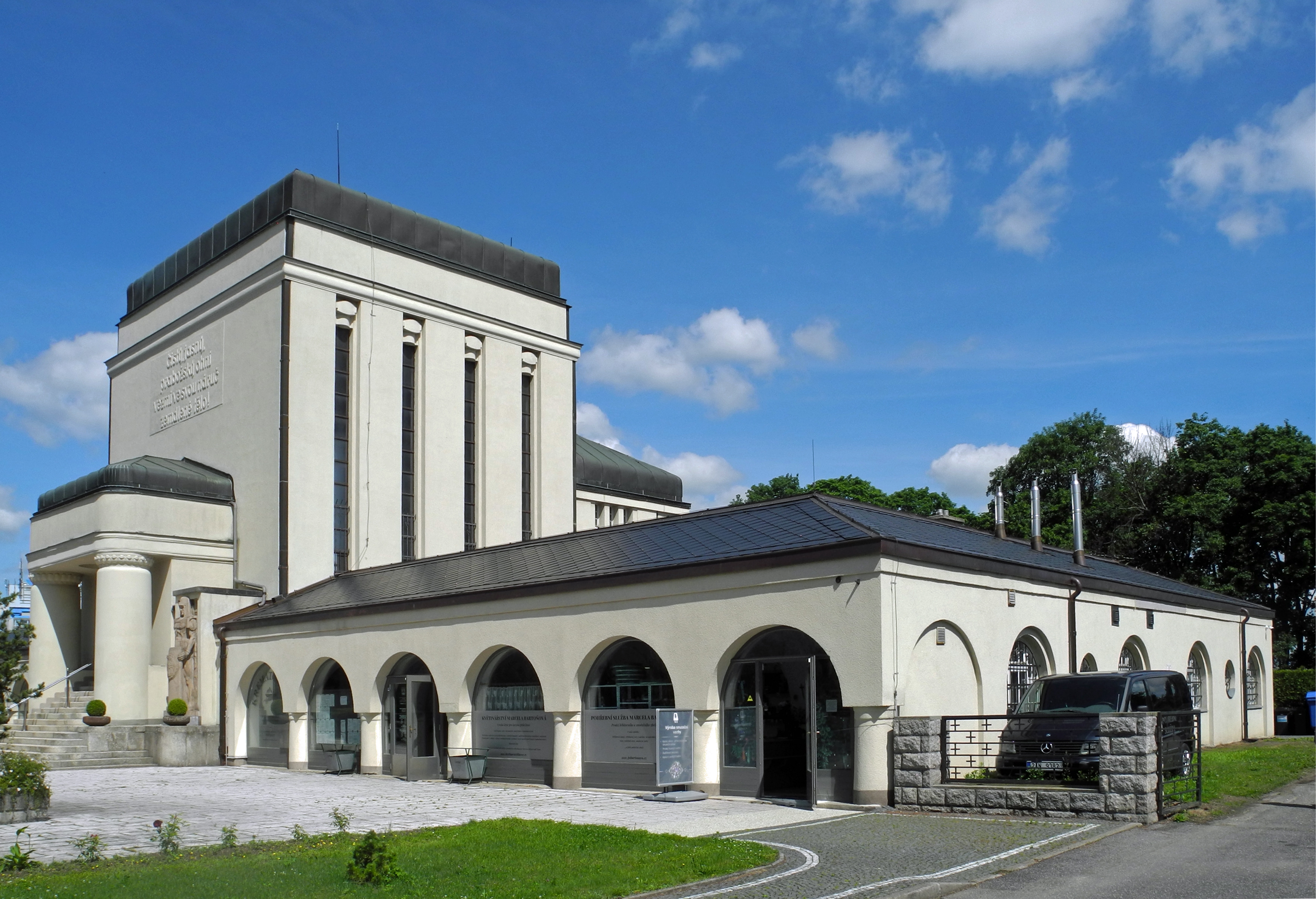
Franz Bayer, spolu se svým švagrem MUDr. Václavem Šamánkem, se zasloužili o stavbu krematoria v Liberci

V Liberci se začal angažovat v komunální politice, zejména v řadách německých nacionálů. Roku 1885 se za ně stal členem městského zastupitelstva, od 8. července 1890 městským radním a předsedou zdravotního oddělení. Dne 16. února 1893 byl zvolen starostou Liberce. Během svého působení v úřadu se výrazně zasloužil o rozvoj města, například o stavbu moderního městského vodovodu (1902), elektrifikaci, rozvoj zdravotnické a sociální infrastruktury či městské hromadné dopravy. Roku 1902 byl jmenován čestným občanem města Liberec.
Od 1906 byl dopisujícím členem Německé společnosti pro vědu a umění v Praze, od 23. listopadu 1925 prezidentem liberecké spořitelny, též zasedal ve správní radě liberecko-tanvaldské dráhy a 15. října 1926 byl zvolen prezidentem Německé zemské komise pro ochranu dětí a mládeže v Čechách.
Franz Bayer zapojil město Liberec do trendu moderního pohřebnictví. Byl hlavním zastáncem výstavby krematoria, které bylo postaveno po dlouhých úředních průtazích až roku 1917. První žeh v Liberci byl uskutečněn 31. října 1918 a šlo o úplně první pohřeb tohoto typu na českém území.
Po vzniku Československa byl jednou z hlavních osobností hnutí za národnostní rozdělení Čech vytvořením samostatné korunní země Deutschböhmen s hlavním městem Libercem. Údajně varoval před zbytečným krveprolitím, pokud do Liberce vstoupí československá armáda. Dne 16. prosince 1918 odmítl vydat povel k obraně, choval se však arogantně a odmítal vydat radnici. Nakonec krátce po poledni předal Liberec pod československou správu.
Byl devětkrát zvolen starostou města Liberec. Dne 25. června 1929 pro vysoký věk a nemoc odmítl další volbu a jeho nástupcem v této funkci se stal Karl Kostka. Bayer poté byl městem Liberec jmenován jeho čestným starostou. Zemřel 27. ledna 1930 v Liberci.